# 安房森林軌道

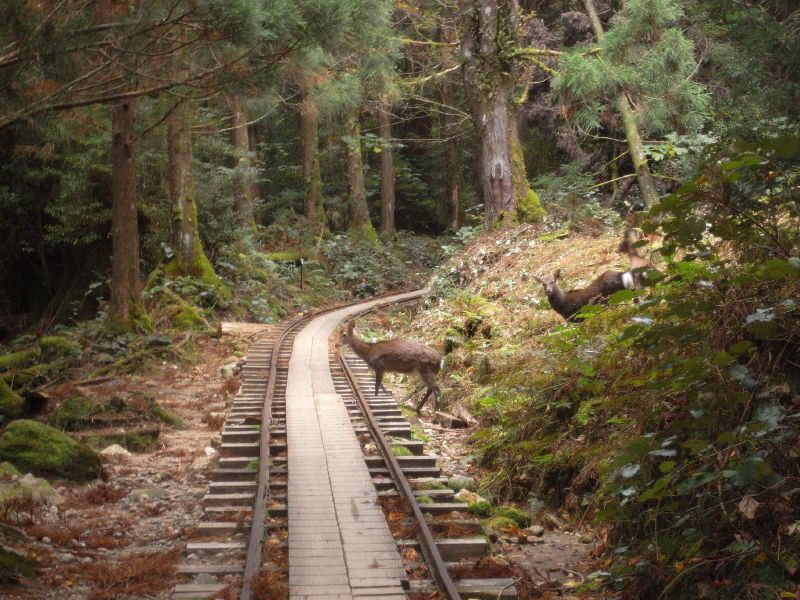
軌道を横切るヤクシカ

安房森林軌道（あんぼうしんりんきどう）とは、屋久島（鹿児島県熊毛郡屋久島町）にある、日本で唯一現役で稼働している森林鉄道である。安房森林鉄道、屋久島森林鉄道ともいう。

## 概況
元々は、熊本営林局下屋久営林署の管轄であったが、1969年（昭和44年）に運行を終了している。2007年時点では、荒川分岐点を境に、安房 - 荒川が屋久島電工株式会社の区間、荒川から先が屋久島森林管理署の区間となっている。安房 - 荒川は屋久島電工に払い下げられて発電所の維持管理に使用している。荒川から先は、有限会社愛林に運行委託されており、登山道にあるトイレなどの維持管理に必要な物資の輸送や、屋久杉の土埋木や昔の切り株などの運搬に使用している。世界遺産である屋久杉の伐採は原則として許されていないが、土埋木や昔の切り株は、民芸品、家具、建材として使用することが認められているためである。このように旅客用ではないものの、軌道が登山道の一部になっていることから、体調不良などによって自力で下山できなくなった観光客が出た場合は、搬送に活用されることがある。2007年7月に屋久島を襲った台風4号より軌道の損傷が多数起こり、被害を受けている。2014年7月4日に森林鉄道を屋久島の観光に活用する事を目指す「NPO法人屋久島森林トロッコ」が結成された。

## 路線データ

### 2007年

#### 屋久島電工区間
- 軌間：762 mm
- 動力：内燃（ガソリン）
- 苗畑 - 荒川分岐点 11.2 km

#### 屋久島森林管理署（愛林）区間
- 軌間：762 mm
- 動力：内燃（ガソリン）
- 7.1 km

### 熊本営林局下屋久営林署時代
- 軌間：762 mm
- 動力：内燃（ガソリン）
- 本線： 安房（貯木所） - 苗畑 - 荒川分岐点 - 小杉谷“26.1 km”
- 小杉谷線（安房96支線）： “6.1 km”
- 石塚線： “10.2 km”
- 栗生線： “5.5 km”
- 安房76支線： “5.0 km”
- 安房95支線： “2.9 km” など

- 注：屋久島電工区間は本線の苗畑 - 荒川分岐点11.2 kmに該当する。
- 注：屋久島森林管理署（愛林）区間は本線の荒川分岐点 - 小杉谷のうち12.9 km、および小杉谷線（安房96支線）の6.1 km、石塚線10.2 kmに該当する。ただし、2007年現在運行されている区間は、本線のうち4.5 km、小杉谷線（安房96支線）の2.6 kmであるという。

## ギャラリー

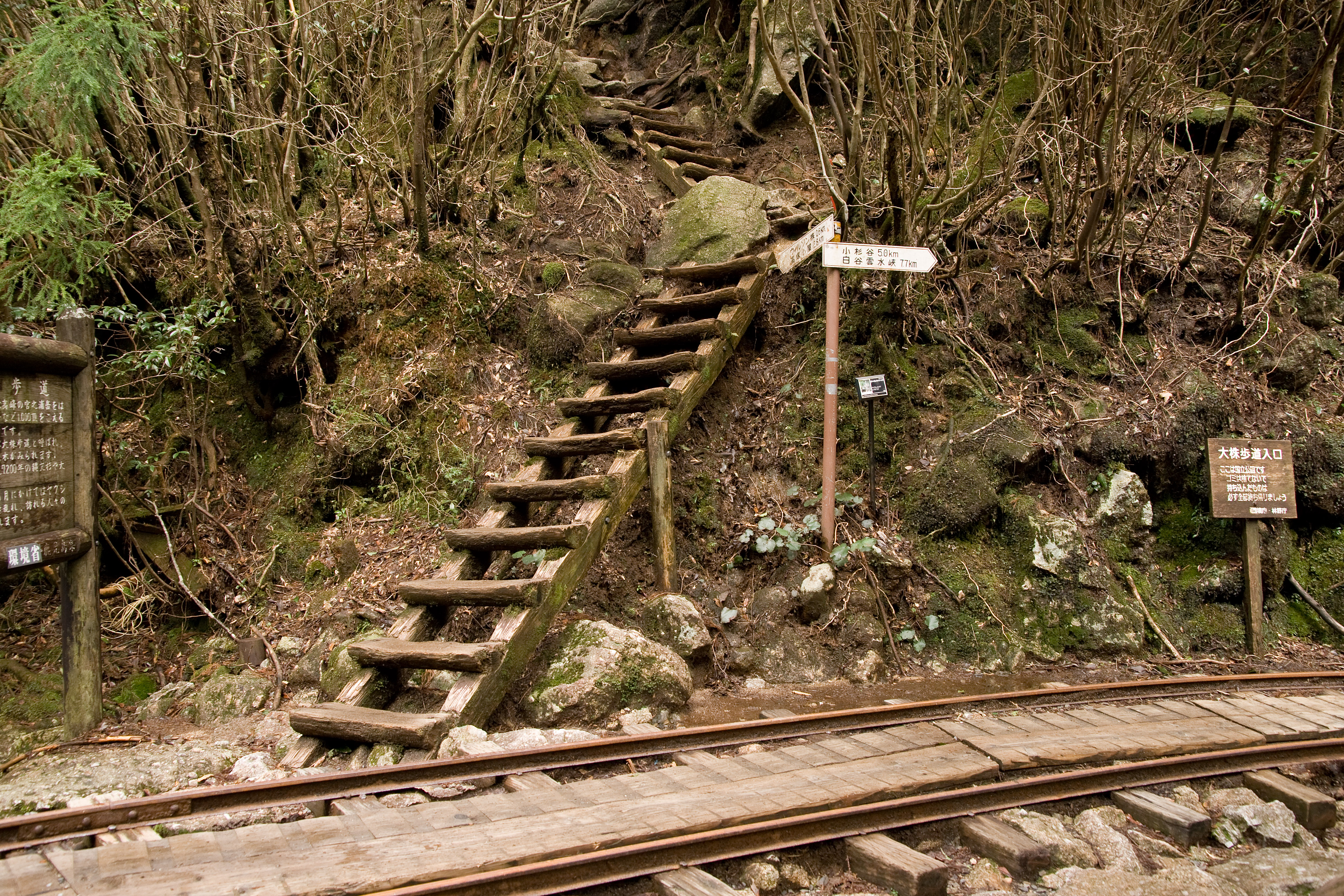
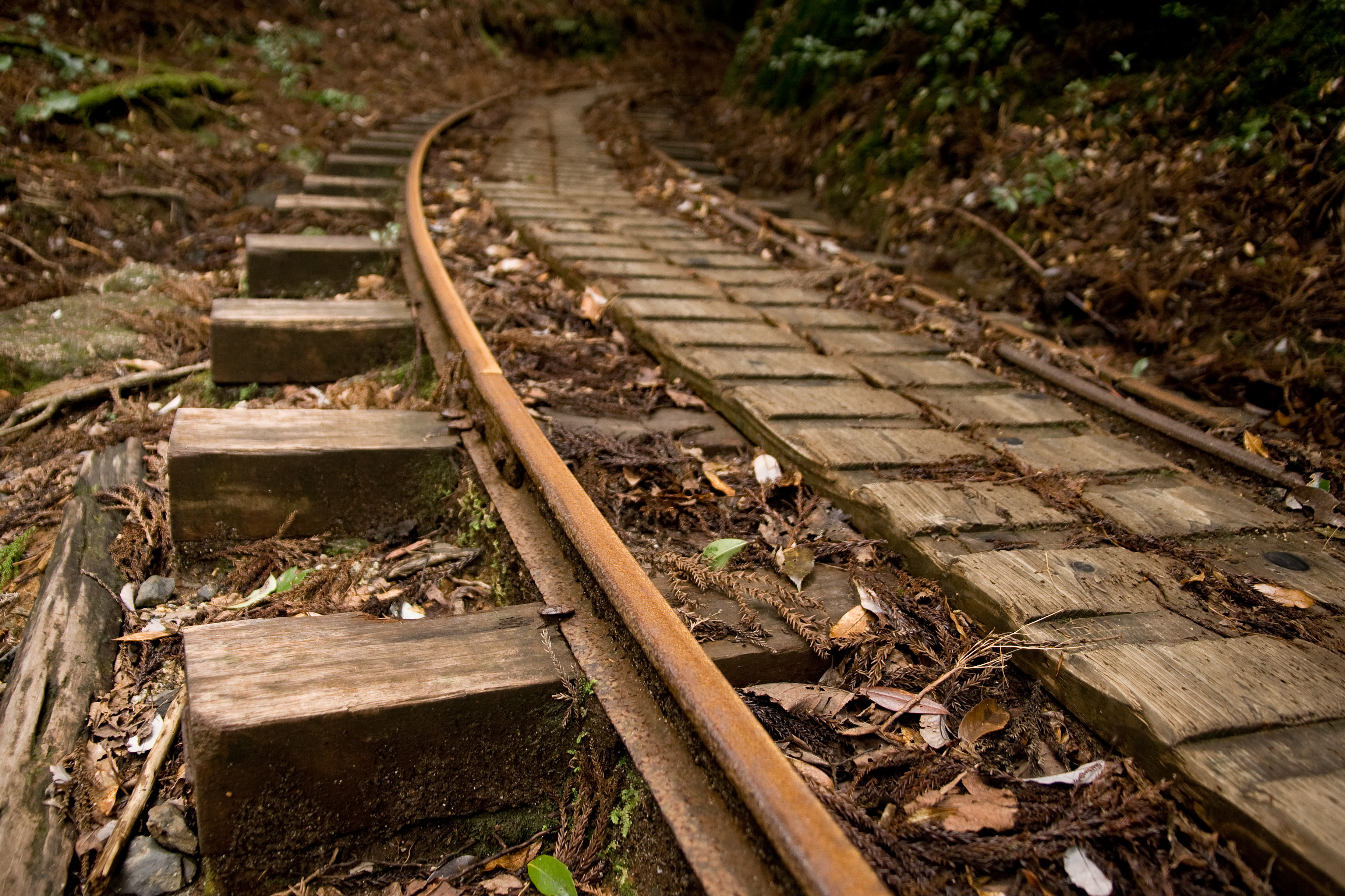
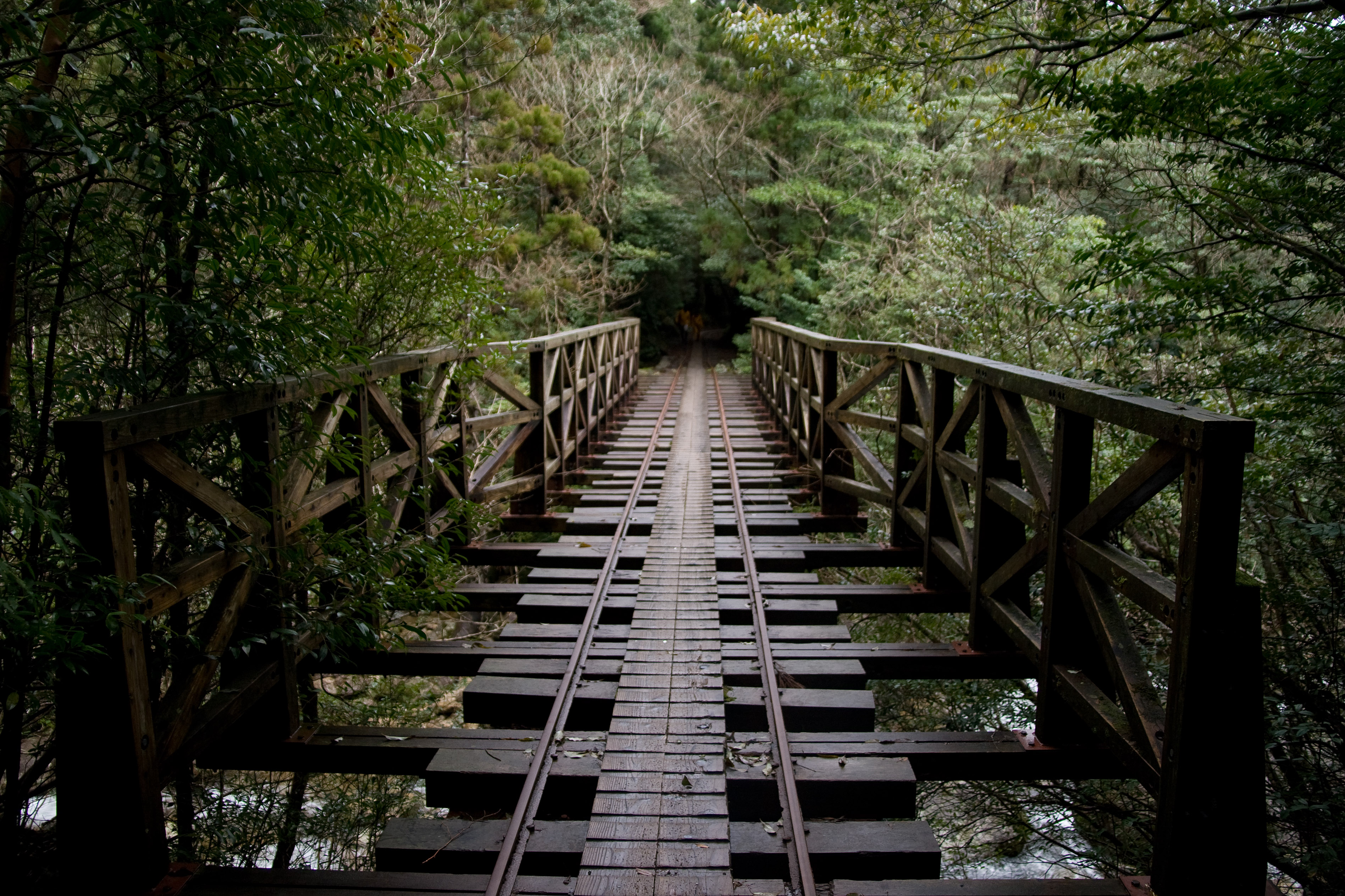
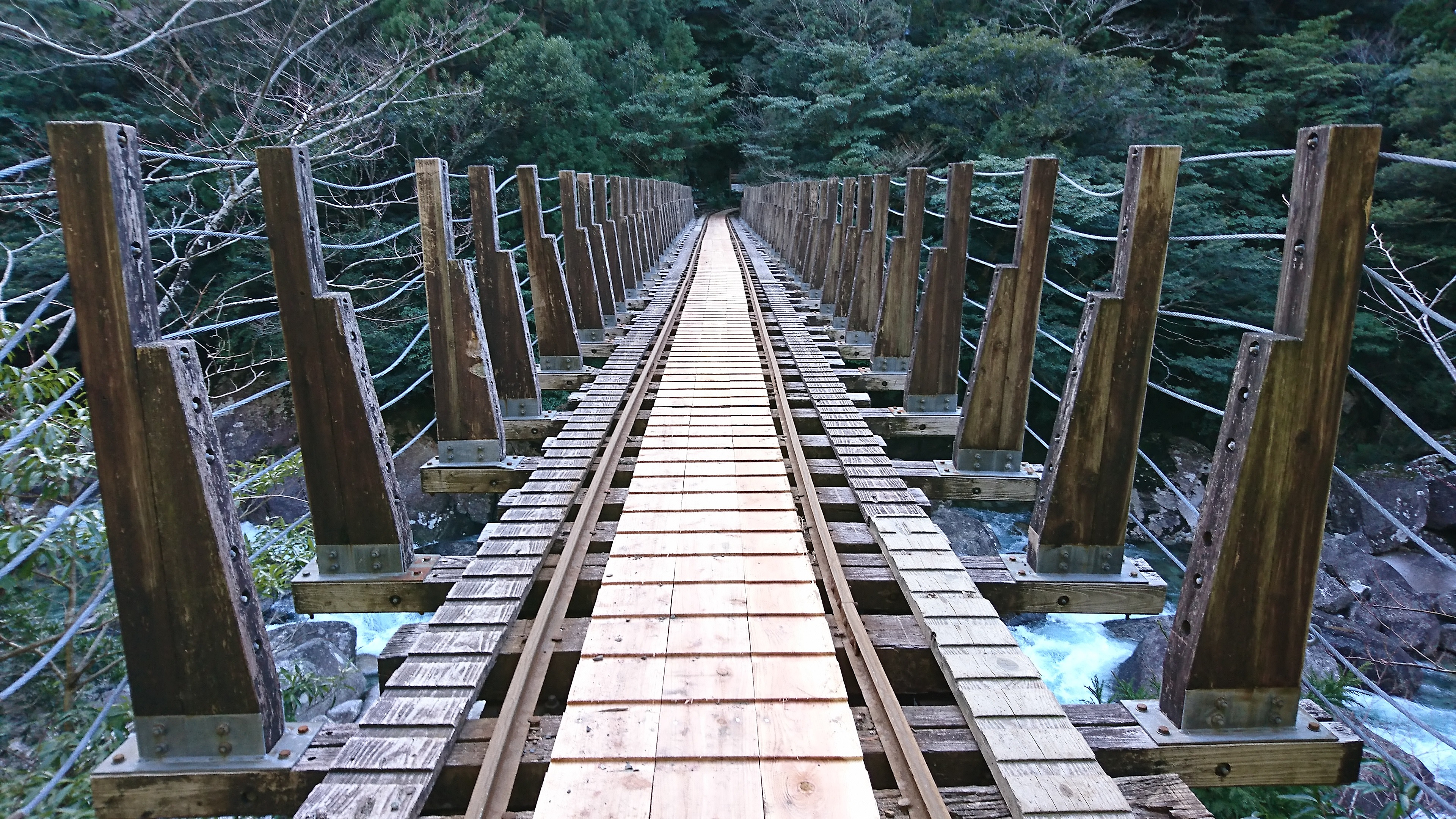
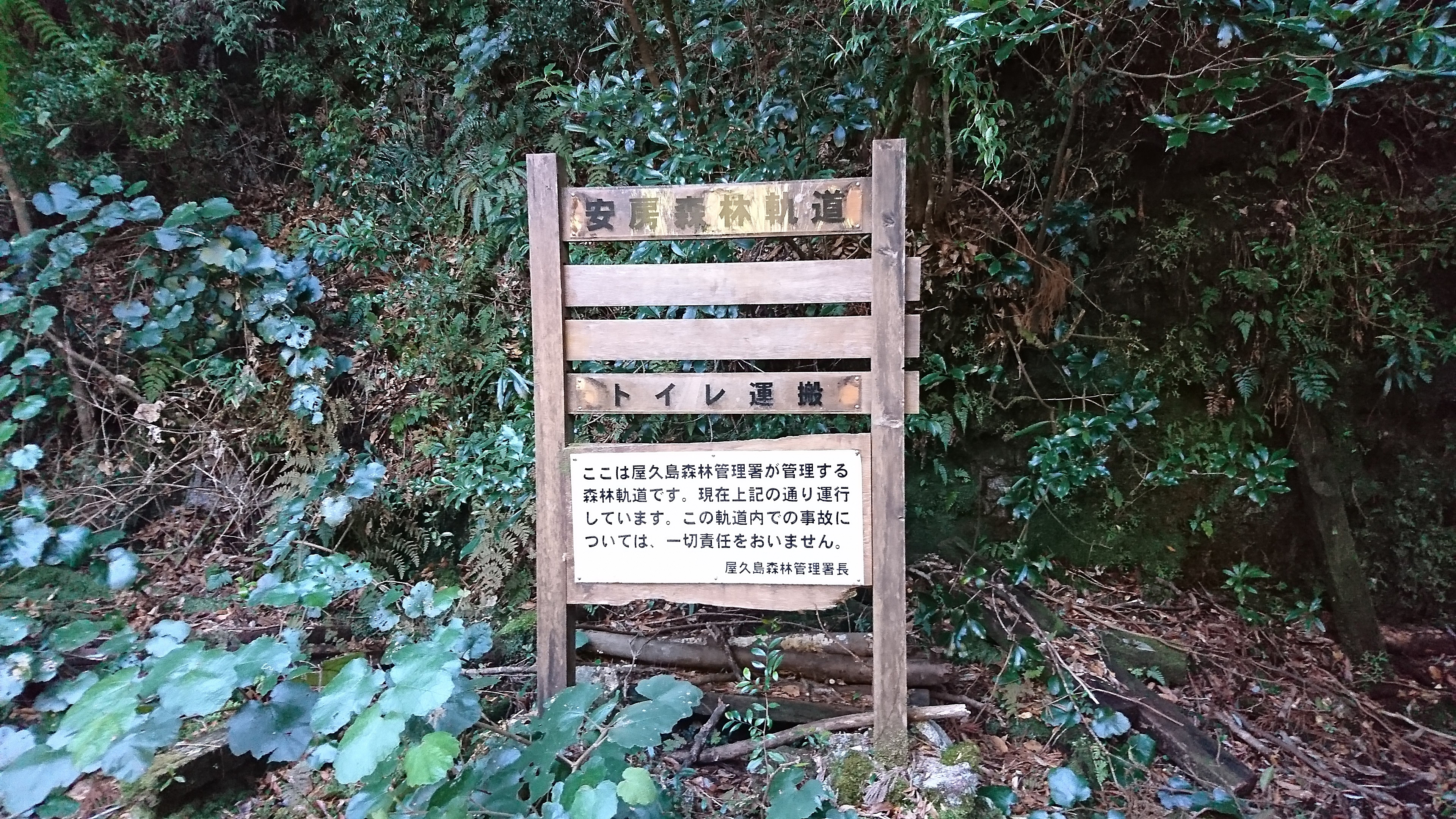
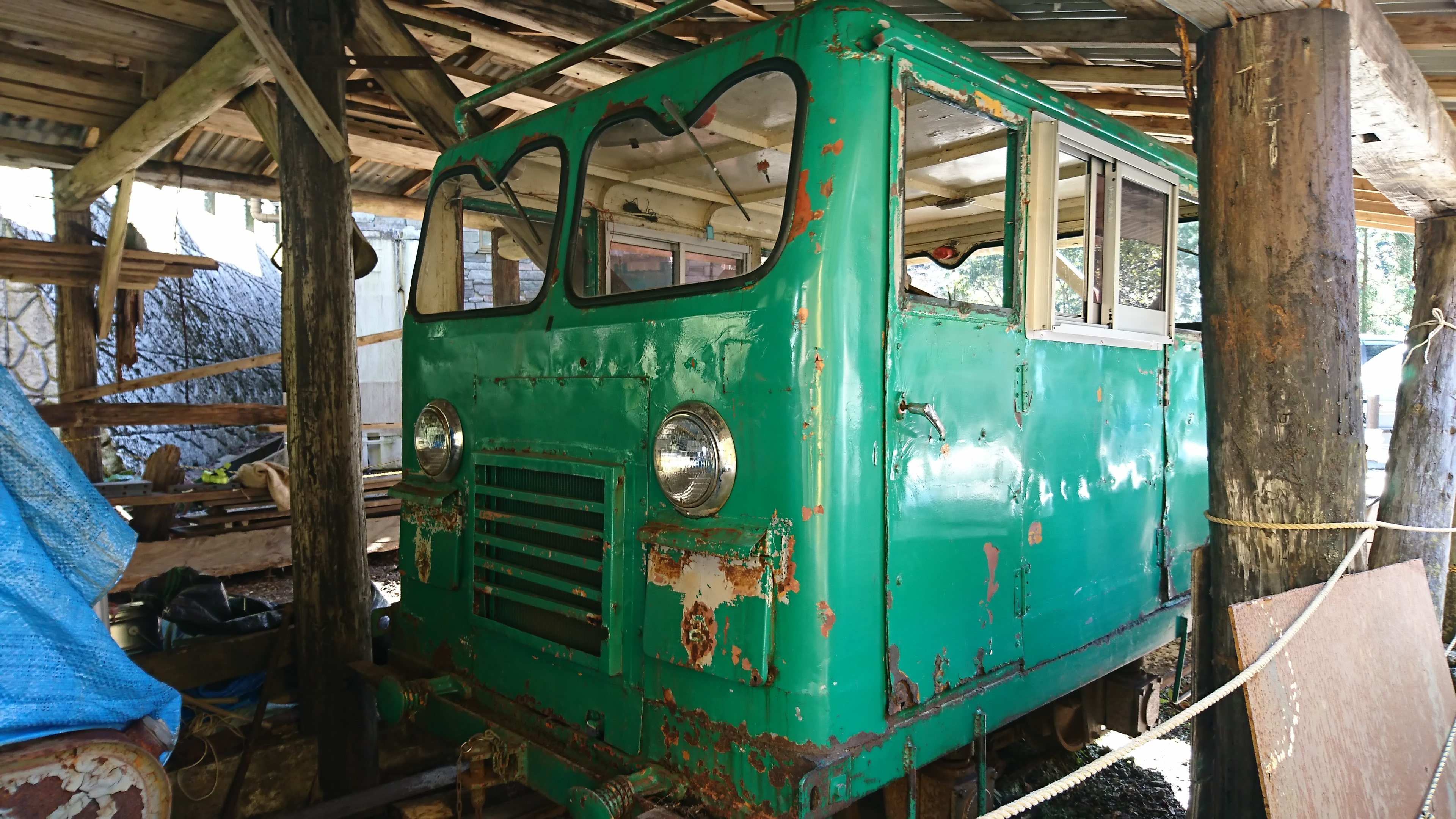

## 歴史
- 1923年（大正12年）：安房 - 小杉谷開通。
- 1969年（昭和44年）5月：熊本営林局下屋久営林署による運行終了。この時点での残存路線は、本線、小杉谷線、石塚線、安房95支線のみ。
- 1970年（昭和45年）8月：小杉谷事業所閉鎖。屋久島森林管理署による維持管理に変更。
- 1971年（昭和46年）：安房95支線廃止。
- 1975年（昭和50年）：本線の安房 - 苗畑を廃止。苗畑 - 荒川分岐点を屋久島電工に払い下げ。
- 1980年（昭和55年）：本線の一部、8.3 kmを作業道化。
- 1994年（平成6年）：小杉谷線の一部、3.5 kmを廃止。

- 注：石塚線は路盤流出などで休止中。
- 注：作業道には線路は残っている。登山道としても利用されている。

## その他
- 屋久島電工区間は、不定期ながらほぼ毎日運行されている。敷地内は保安上の理由で立ち入り禁止[4]。
- 屋久島森林管理署（愛林）区間は、冬季を中心に不定期運行。主に上流域に設置されている、登山者用トイレの屎尿回収業務にあたっている。